# Palatul Dacia
Palatul Dacia este un edificiu din București, situat la intersecția străzii Lipscani cu Calea Victoriei. Aici a fost redacția ziarului „Timpul”, la etajul I, redacție în care lucra și Mihai Eminescu.